# Österreichische Alpine Skimeisterschaften 1972
Die Österreichischen Alpinen Skimeisterschaften 1972 fanden vom 10. bis zum 12. März in Hinterstoder statt.

## Herren

### Abfahrt
| Platz | Name             | Zeit        |
| ----- | ---------------- | ----------- |
| 1     | Josef Walcher    | 1:31,63 min |
| 2     | Franz Klammer    | 1:31,70 min |
| 3     | Werner Grissmann | 1:31,85 min |
| 4     | Kurt Engstler    | 1:32,54 min |
| 5     | Josef Loidl      | 1:32,55 min |
| 6     | Emmersdorfer     | 1:32,81 min |
|       | Ernst Winkler    | 1:32,81 min |

Datum: 10. März 1972

Ort: Hinterstoder

### Riesenslalom
| Platz | Name              | Zeit        |
| ----- | ----------------- | ----------- |
| 1     | David Zwilling    | 3:23,62 min |
| 2     | Leopold Gruber    | 3:24,15 min |
| 3     | Hans Hinterseer   | 3:24,28 min |
| 4     | Hubert Berchtold  | 3:25,76 min |
| 5     | Josef Loidl       | 3:26,28 min |
| 6     | Johann Kniewasser | 3:26,38 min |

Datum: 11. März 1972

Ort: Hinterstoder

### Slalom
| Platz | Name               | Zeit        |
| ----- | ------------------ | ----------- |
| 1     | Thomas Hauser      | 1:41,68 min |
| 2     | Reinhard Tritscher | 1:42,82 min |
| 3     | Leopold Gruber     | 1:46,06 min |
| 4     | Paul Mitterer      | 1:46,30 min |
| 5     | Karl Cordin        | 1:46,73 min |
| 6     | Heinrich Messner   | 1:46,84 min |

Datum: 12. März 1972

Ort: Hinterstoder

### Kombination
Die Kombination setzt sich aus den Ergebnissen von Slalom, Riesenslalom und Abfahrt zusammen.
| Platz | Name                 | Punkte |
| ----- | -------------------- | ------ |
| 1     | Josef Loidl          | 046,16 |
| 2     | Hermann Brandstätter | 094,01 |
| 3     | Elmar Milanovic      | 119,62 |

## Damen

### Abfahrt
| Platz | Name                  | Zeit        |
| ----- | --------------------- | ----------- |
| 1     | Brigitte Schroll      | 1:39,20 min |
| 2     | Marianne Ranner       | 1:39,39 min |
| 3     | Irmgard Lukasser      | 1:40,26 min |
| 4     | Sigrid Eberle         | 1:40,47 min |
| 5     | Irene Buder           | 1:40,49 min |
| 6     | Anneliese Leibetseder | 1:40,56 min |

Datum: 10. März 1972

Ort: Hinterstoder

### Riesenslalom
| Platz | Name                  | Zeit        |
| ----- | --------------------- | ----------- |
| 1     | Annemarie Pröll       | 1:22,19 min |
| 2     | Anneliese Leibetseder | 1:23,50 min |
| 3     | Monika Kaserer        | 1:23,60 min |
| 4     | Gertrud Gabl          | 1:24,24 min |
| 5     | Brigitte Schroll      | 1:25,53 min |
| 6     | Angelika Rudigier     | 1:26,15 min |

Datum: 12. März 1972

Ort: Hinterstoder

### Slalom
| Platz | Name               | Zeit        |
| ----- | ------------------ | ----------- |
| 1     | Helene Graswander  | 1:19,47 min |
| 2     | Andrea Straub      | 1:20,24 min |
| 3     | Marianne Ranner    | 1:20,62 min |
| 4     | Julia Spettel      | 1:21,08 min |
| 5     | Gerti Engensteiner | 1:21,32 min |
| 6     | Feyersinger        | 1:22,84 min |

Datum: 11. März 1972

Ort: Hinterstoder

### Kombination
Die Kombination setzt sich aus den Ergebnissen von Slalom, Riesenslalom und Abfahrt zusammen.
| Platz | Name               | Punkte |
| ----- | ------------------ | ------ |
| 1     | Brigitte Schroll   | 49,19  |
| 2     | Marianne Ranner    | 60,45  |
| 3     | Gerti Engensteiner | 64,39  |